# Ржищівська міська рада
Ржи́щівська міська́ ра́да — це орган місцевого самоврядування Ржищівської міської територіальної громади Обухівського району Київської області в Україні. Розташований у місті Ржищів.
До 2018 року Ржищівській міській раді підпорядковувалося лише місто Ржищів, яке мало статус міста обласного значення Київської області.
У 2017–2018 роках до Ржищівської міської ради доєдналися декілька сільських рад сусідніх районів Київської області, утворивши Ржищівську об'єднану територіальну громаду.
12 червня 2020 року Ржищівська територіальна громада була затверджена у ще ширшому складі, і 25 жовтня відбулися вибори до нової Ржищівської міської ради, що стала правонаступником рад розформованих громад.

## Історія

### У статусі сільської та селищної ради
До 1923 року Ржищівська сільська рада входила до Ржищівської волості Київського повіту Київської губернії, а у 1923 році вона була включена до складу новоутвореного Ржищівського району Київської округи. До сільради відносилися три поселення: містечко Ржищів і два його передмістя (Монастирьок та Крутий Вивіз), у яких разом налічувалося 1311 володінь і проживало 7402 людей (3357 чоловіків і 4045 жінок).
У 1926 році у сільраді обліковувалися: містечко Ржищів, передмістя Крутий вивоз та Монастирьок, а також окремо лісова сторожка на 5 верст від Ржищева. У Ржищеві із передмістями налічувалося 1548 володінь і 8535 людей (4019 чоловіків і 4516 людей), а у лісовій сторожці було ще 2 господарства із 8 людьми (4 чоловіка і 4 жінок).
Станом на 1 вересня 1946 року Ржищівська сільська рада вже стала селищною, і у ній обліковувалося лише селище міського типу Ржищів.
28 грудня 1957 року рішенням виконавчого комітету Київської обласної ради депутатів трудящих №970 «Про адміністративно-територіальні зміни в окремих районах області»:
- Березівська сільрада Ржищівського району була ліквідована з передачею села Березівка в межу міста Ржищів.[11]

30 грудня 1962 року Указом Президії Верховної Ради УРСР «Про укрупнення сільських районів Української РСР» було ліквідовано Ржищівський район, усі сільські ради якого увійшли до складу Кагарлицького району Київської області. Водночас у той же день Указом «Про віднесення в підпорядкування обласних (промислових) Рад депутатів трудящих міських поселень Української РСР» Ржищівську селищну раду було підпорядковано Богуславській міській раді.
4 січня 1965 року Ржищівську селищну раду було також включено до Кагарлицького району.

### У статусі міської ради (з 1995 року)
6 червня 1995 року місту Ржищеву було надано статус міста обласного підпорядкування. Таким чином Ржищівська селищна рада стала міською і перейшла із підпорядкування Кагарлицькому району у безпосереднє підпорядкування Київській області.

## До 2018 року

### Загальні відомості
Ржищівська міська рада утворена у 1995 році.
- Територія ради: 35,57 км²
- Населення ради: 7514 осіб (станом на 1 вересня 2015 року)[16]
- Територією ради протікають річки Дніпро, Леглич, Маківка

### Населені пункти
Міській раді підпорядковувалися населені пункти:
- м. Ржищів

### Склад ради
Рада складалася з 26 депутатів та голови.
- Голова ради: Чорненька Крістіна Іванівна

### Керівний склад попередніх скликань
| ПІБ                         | Основні відомості | Дата обрання | Дата звільнення |
| --------------------------- | --- | ------------ | --------------- |
| Ремез Віктор Анатолійович   | Міський голова, 1955 року народження, безпартійний                                                                   | 26.03.2006   | 31.10.2010      |
| Спичак Микола Антонович     | Міський голова, 1955 року народження, освіта вища, позапартійний, база відпочинку Верховного Суду України, комендант | 31.10.2010   | 25.10.2015      |
| Спичак Микола Антонович     | Міський голова, 1955 року народження, освіта вища, член політичної партії «Наш край»                                 | 25.10.2015   |                 |
| Чорненька Крістіна Іванівна | Виконуюча обов'язки міського голови, секретар міської ради                                                           |              |                 |

Примітка: таблиця складена за даними сайту Верховної Ради України та ЦВК

### Депутати VII скликання
За результатами місцевих виборів 2015 року депутатами ради стали:

#### За суб'єктами висування
| Суб'єкт висування                                          | Кількість обраних депутатів | %     |
| ---------------------------------------------------------- | --------------------------- | ----- |
| Політична партія «Третя Сила»                              | 6                           | 23.08 |
| Політична партія Всеукраїнське об'єднання «Батьківщина»    | 4                           | 15.38 |
| Партія Блок Петра Порошенка «Солідарність»                 | 4                           | 15.38 |
| Політична партія «Нові обличчя»                            | 3                           | 11.54 |
| Політична партія «Наш край»                                | 3                           | 11.54 |
| Політична партія «Опозиційний блок»                        | 2                           | 7.69  |
| Радикальна партія Олега Ляшка                              | 2                           | 7.69  |
| Політична партія «Українське Об'єднання патріотів — УКРОП» | 2                           | 7.69  |

#### За округами
| № округу                                                   | Прізвище, ім'я, по батькові       | Дата нар.  | Освіта              | Партійна приналежність                                           | Відомості |
| ---------------------------------------------------------- | --------------------------------- | ---------- | ------------------- | ---------------------------------------------------------------- | --- |
| Політична Партія «Третя Сила»                              |                                   |            |                     |                                                                  | |
| пк                                                         | Рудковський Дмитро Олександрович  | 23.12.1946 | вища                | безпартійний                                                     | Державне підприємство «Управління промислових підприємств» Укрзалізниці, радник начальника Державного підприємства «Управління промислових підприємств» Укрзалізниці |
| 25                                                         | Рябокляч Костянтин Олексійович    | 05.09.1965 | вища                | член Політичної Партії «Третя Сила»                              | м. Ржищів, адвокат |
| 15                                                         | Ярошкевич Анатолій Володимирович  | 01.01.1965 | вища                | член Політичної Партії «Третя Сила»                              | ТОВ «Інтерагро», директор |
| 26                                                         | Різниченко Іван Семенович         | 08.03.1956 | вища                | безпартійний                                                     | Ржищівський будівельний технікум, директор |
| 14                                                         | Папіженко Оксана Іванівна         | 21.02.1970 | вища                | член Політичної Партії «Третя Сила»                              | Ржищівська міська рада Київської області, секретар ради |
| 11                                                         | Богданець Олексій Адольфович      | 26.09.1964 | загальна середня    | безпартійний                                                     | Оперативно-чергова бригада «Київобленерго», електромонтер |
| ПАРТІЯ "БЛОК ПЕТРА ПОРОШЕНКА «СОЛІДАРНІСТЬ»                |                                   |            |                     |                                                                  | |
| пк                                                         | Чорненька Крістіна Іванівна       | 22.07.1980 | вища                | член ПАРТІЇ "БЛОК ПЕТРА ПОРОШЕНКА «СОЛІДАРНІСТЬ»                 | ТОВ «ДФ ГРУП», менеджер (управитель) із зав'язків з громадськістю |
| 16                                                         | Довбиш Ірина Сергіївна            | 09.05.1982 | вища                | член ПАРТІЇ "БЛОК ПЕТРА ПОРОШЕНКА «СОЛІДАРНІСТЬ»                 | ТОВ «АЛЬЯНС-ТРАНС УКРАЇНА», заступник головного бухгалтера |
| 4                                                          | Головко Василь Якович             | 29.03.1956 | вища                | безпартійний                                                     | ДП Ржищівського лісового господарства, головний лісничий |
| 7                                                          | Денисенко Вікторія Анатоліївна    | 20.11.1972 | вища                | безпартійна                                                      | ДМЗ «Сонечко», завідувачка |
| політична партія Всеукраїнське об'єднання «Батьківщина»    |                                   |            |                     |                                                                  | |
| пк                                                         | Данелія Ніна Володимирівна        | 27.02.1954 | вища                | член політичної партії Всеукраїнське об'єднання «Батьківщина»    | Фізична особа-підприємець, керівник |
| 9                                                          | Прохоренко Артем Миколайович      | 28.12.1985 | вища                | безпартійний                                                     | фізична особа-підприємець |
| 20                                                         | Гораш Ігор Михайлович             | 11.07.1984 | вища                | член політичної партії Всеукраїнське об'єднання «Батьківщина»    | Фізична особа-підприємець, керівник |
| 3                                                          | Ільєнко Сергій Іванович           | 04.06.1980 | вища                | член політичної партії Всеукраїнське об'єднання «Батьківщина»    | тимчасово не працює |
| Політична партія «Наш край»                                |                                   |            |                     |                                                                  | |
| пк                                                         | Броль Ігор Іванович               | 12.07.1963 | вища                | безпартійний                                                     | ТОВ «РАДИКОМ», підсобний працівник |
| 23                                                         | Апостол Світлана Миколаївна       | 10.06.1977 | вища                | безпартійна                                                      | Управління соціального захисту населення, головний спеціаліст |
| 18                                                         | Кульбачний Микола Олександрович   | 07.07.1988 | вища                | безпартійний                                                     | Управління соціального захисту населення, головний спеціаліст з автоматизованої обробки інформації                                                                   |
| Політична партія «Нові обличчя»                            |                                   |            |                     |                                                                  | |
| пк                                                         | Єгоров Євгеній Романович          | 31.03.1995 | вища                | безпартійний                                                     | Ліга захисту прав громадян України, юридичний консультант |
| 1                                                          | Сабіщенко Ірина Віталіївна        | 28.03.1972 | вища                | безпартійна                                                      | Департамент соціальної політики КМДА, начальник відділу |
| 12                                                         | Терещенко Андрій Григорович       | 16.07.1978 | професійно-технічна | безпартійний                                                     | ФОП Терещенко, приватний підприємець |
| Політична Партія «Опозиційний блок»                        |                                   |            |                     |                                                                  | |
| пк                                                         | Клименко Борис Степанович         | 13.06.1956 | вища                | член Політичної Партії «Опозиційний блок»                        | Благодійний фонд Бориса Клименка, директор |
| 2                                                          | Карачун Олег Вікторович           | 16.03.1981 | професійно-технічна | безпартійний                                                     | тимчасово не працює |
| ПОЛІТИЧНА ПАРТІЯ «УКРАЇНСЬКЕ ОБ'ЄДНАННЯ ПАТРІОТІВ — УКРОП» |                                   |            |                     |                                                                  | |
| пк                                                         | Кушнір Максим Сергійович          | 26.09.1986 | вища                | член ПОЛІТИЧНОЇ ПАРТІЇ «УКРАЇНСЬКЕ ОБ'ЄДНАННЯ ПАТРІОТІВ — УКРОП» | Фізична особа-підприємець |
| 14                                                         | Терещенко Володимир Володимирович | 05.03.1990 | вища                | член ПОЛІТИЧНОЇ ПАРТІЇ «УКРАЇНСЬКЕ ОБ'ЄДНАННЯ ПАТРІОТІВ — УКРОП» | Товариство з обмеженою відповідальністю «РАДИКОМ», штампувальник |
| Радикальна партія Олега Ляшка                              |                                   |            |                     |                                                                  | |
| пк                                                         | Журило Ігор Володимирович         | 22.02.1965 | вища                | безпартійний                                                     | КП ККП м. Ржищева, директор |
| 17                                                         | Янцюк Ярослав Ярославович         | 05.08.1985 | вища                | безпартійний                                                     | ПП «Азбест», спеціаліст з продажу будівельних матеріалів |

### Депутати VI скликання
За результатами місцевих виборів 2010 року депутатами ради стали:

#### За суб'єктами висування
| Суб'єкт висування                 | Кількість обраних депутатів | %    |
| --------------------------------- | --------------------------- | ---- |
| Політична партія «Третя Сила»     | 15                          | 50   |
| Партія регіонів                   | 7                           | 23,3 |
| Політична партія «Сильна Україна» | 3                           | 10   |
| Єдиний Центр                      | 2                           | 6,7  |
| Комуністична партія України       | 1                           | 3,3  |
| Народна Партія                    | 1                           | 3,3  |
| Соціалістична партія України      | 1                           | 3,3  |

#### За округами
| № округу                          | Прізвище, ім'я, по батькові        | Дата визнання обраним | Освіта  | Партійна приналежність                  | Відомості про обраного депутата                                                     |
| --------------------------------- | ---------------------------------- | --------------------- | ------- | --------------------------------------- | ----------------------------------------------------------------------------------- |
| Єдиний Центр                      |                                    |                       |         |                                         |                                                                                     |
| б/м                               | Колесніков Анатолій Миколайович    | 03.11.2010            | вища    | член Єдиного Центру                     | приватний підприємець                                                               |
| б/м                               | Кулеба Олексій Володимирович       | 25.04.2012            | вища    | член Єдиного Центру                     | Академія муніципального управління, здобувач                                        |
| Комуністична партія України       |                                    |                       |         |                                         |                                                                                     |
| 14                                | Апостол Світлана Миколаївна        | 03.11.2010            | вища    | позапартійна                            | Управління праці та соціального захисту, заступник начальника                       |
| Народна Партія                    |                                    |                       |         |                                         |                                                                                     |
| 13                                | Борщова Вікторія Леонідівна        | 03.11.2010            | вища    | член Народної партії                    | Банк «Фінанси та Кредит», старший фахівець                                          |
| Партія регіонів                   |                                    |                       |         |                                         |                                                                                     |
| б/м                               | Різниченко Іван Семенович          | 03.11.2010            | вища    | член Партії регіонів                    | Ржищівський будівельний технікум, директор                                          |
| б/м                               | Матвієнко Віктор Олексійович       | 03.11.2010            | вища    | член Партії регіонів                    | Ржищівський індустріально педагогічний технікум, директор                           |
| б/м                               | Доценко Борис Борисович            | 03.11.2010            | вища    | позапартійний                           | Українська будівельна торгова компанія, директор                                    |
| б/м                               | Коба Наталія Олександрівна         | 03.11.2010            | вища    | член Партії регіонів                    | Ржищівський будівельний технікум, викладач                                          |
| б/м                               | Бартко Тетяна Миколаївна           | 03.11.2010            | вища    | член Партії регіонів                    | Ржищівський міський центр соціальних служб для сім'ї дітей і молоді, директор       |
| 4                                 | Кушнір Сергій Миколайович          | 03.11.2010            | вища    | член Партії регіонів                    | Ржищівський гуманітарний коледж, директор                                           |
| 7                                 | Тутук Віктор Васильович            | 03.11.2010            | вища    | член Партії регіонів                    | Ржищівський геріатричний пансіонат, директор                                        |
| Політична партія «Сильна Україна» |                                    |                       |         |                                         |                                                                                     |
| б/м                               | Охріменко Алла Володимирівна       | 03.11.2010            | вища    | член Політичної партії «Сильна Україна» | приватний підприємець                                                               |
| б/м                               | Мировський Анатолій Леонтійович    | 03.11.2010            | вища    | член Політичної партії «Сильна Україна» | ОСВКВП «Чорновильводексплуатація», заступник директора                              |
| 3                                 | Шевчук Анатолій Іванович           | 03.11.2010            | вища    | член Політичної партії «Сильна Україна» | ТОВ «Расавка», директор                                                             |
| Політична партія «Третя Сила»     |                                    |                       |         |                                         |                                                                                     |
| б/м                               | Ярошкевич Володимир Матвійович     | 03.11.2010            | вища    | позапартійний                           | пенсіонер                                                                           |
| б/м                               | Афонін Михайло Андрійович          | 03.11.2010            | вища    | позапартійний                           | Церковна община Св.-Троїцька церква м. Ржищів Київської області, священнослу-житель |
| б/м                               | Когут Олена Олександрівна          | 03.11.2010            | вища    | позапартійна                            | Ржищівська міська лікарня, педіатр                                                  |
| б/м                               | Труба Олександр Васильович         | 03.11.2010            | середня | член Політичної партії «Третя Сила»     | Ржищівський індустріальний педагогічний технікум, вихователь                        |
| б/м                               | Рутковський Григорій Олександрович | 03.11.2010            | вища    | позапартійний                           | СТОВ «Срібна хвиля», генеральний директор                                           |
| б/м                               | Рябокляч Костянтин Олексійович     | 23.06.2011            | вища    | член Політичної партії «Третя Сила»     | приватний підприємець                                                               |
| 1                                 | Старкіна Олена Ігорівна            | 03.11.2010            | вища    | позапартійна                            | Ржищівський міський центр зайнятості, директор                                      |
| 5                                 | Ємцев Борис Григорович             | 14.11.2010            | вища    | позапартійний                           | пенсіонер                                                                           |
| 6                                 | Мартинова Світлана Анатоліївна     | 03.11.2010            | вища    | позапартійна                            | Управління праці та соціального захисту, головний спеціаліст                        |
| 8                                 | Ярошкевич Анатолій Володимирович   | 03.11.2010            | вища    | член Політичної партії «Третя Сила»     | ТОВ «ІНТЕРАГРО», директор                                                           |
| 9                                 | Папіженко Оксана Іванівна          | 03.11.2010            | вища    | член Політичної партії «Третя Сила»     | Ржищівська міська рада, секретар ради                                               |
| 10                                | Бордунов Олександр Олександрович   | 03.11.2010            | вища    | член Політичної партії «Третя Сила»     | приватний підприємець                                                               |
| 11                                | Костенко Олександр Віталійович     | 03.11.2010            | вища    | позапартійний                           | ТОВ «Будкомплекс», виконроб                                                         |
| 12                                | Папіженко Олександр Васильович     | 14.11.2010            | вища    | позапартійний                           | пенсіонер                                                                           |
| 15                                | Рудковський Дмитро Олександрович   | 03.11.2010            | вища    | позапартійний                           | ДП «Управління промислових підприємств», начальник                                  |
| Соціалістична партія України      |                                    |                       |         |                                         |                                                                                     |
| 2                                 | Зубков Анатолій Олексійович        | 03.11.2010            | вища    | позапартійний                           | КП КОР «Ржищівське БТІ», директор                                                   |